# 大喰岳
大喰岳（おおばみだけ）は、長野県松本市と岐阜県高山市にまたがる飛騨山脈南部に位置し、槍ヶ岳の南側に対峙する標高3,101 mの山。
山名は、群獣がこの付近に集まって山草を貪り食らったことにより、猟師の間で「大喰」と呼ばれたことに由来するとされる。山域は中部山岳国立公園に指定されている。

## 概要
槍ヶ岳は東西南北に稜線を引き、北鎌尾根、東鎌尾根、西鎌尾根と呼ばれ、南側は鎌尾根とは呼ばないが3,000 m以上のピークが連続する稜線を引き、途中、大喰岳、中岳(3,084 m)、南岳(3,033 m)があり、大キレットを経て穂高連峰へと続く。これらは氷食による圏谷地形と地盤の隆起の結果によるものである。
大喰岳は3,100 mを越え、日本で10位の高峰であるが、槍・穂高連峰の一峰で付属的な山とみなされ「…百名山」などに名を連ねることが無い。北側に間近に槍ヶ岳を望む。

## 登山
1909年（明治42年）8月に、鵜殿正雄らのパーティーが上條嘉門次と同行し奥穂高岳から槍ヶ岳へ縦走する際に登頂した。山頂付近は森林限界の砂礫地でライチョウの生息地でイワウメ、イワギキョウ、チョウノスケソウ、トウヤクリンドウ、ミヤマキンバイ、ミヤマシオガマ、ミヤマオダマキなどの高山植物が周辺で見られる 。

### 登山ルート

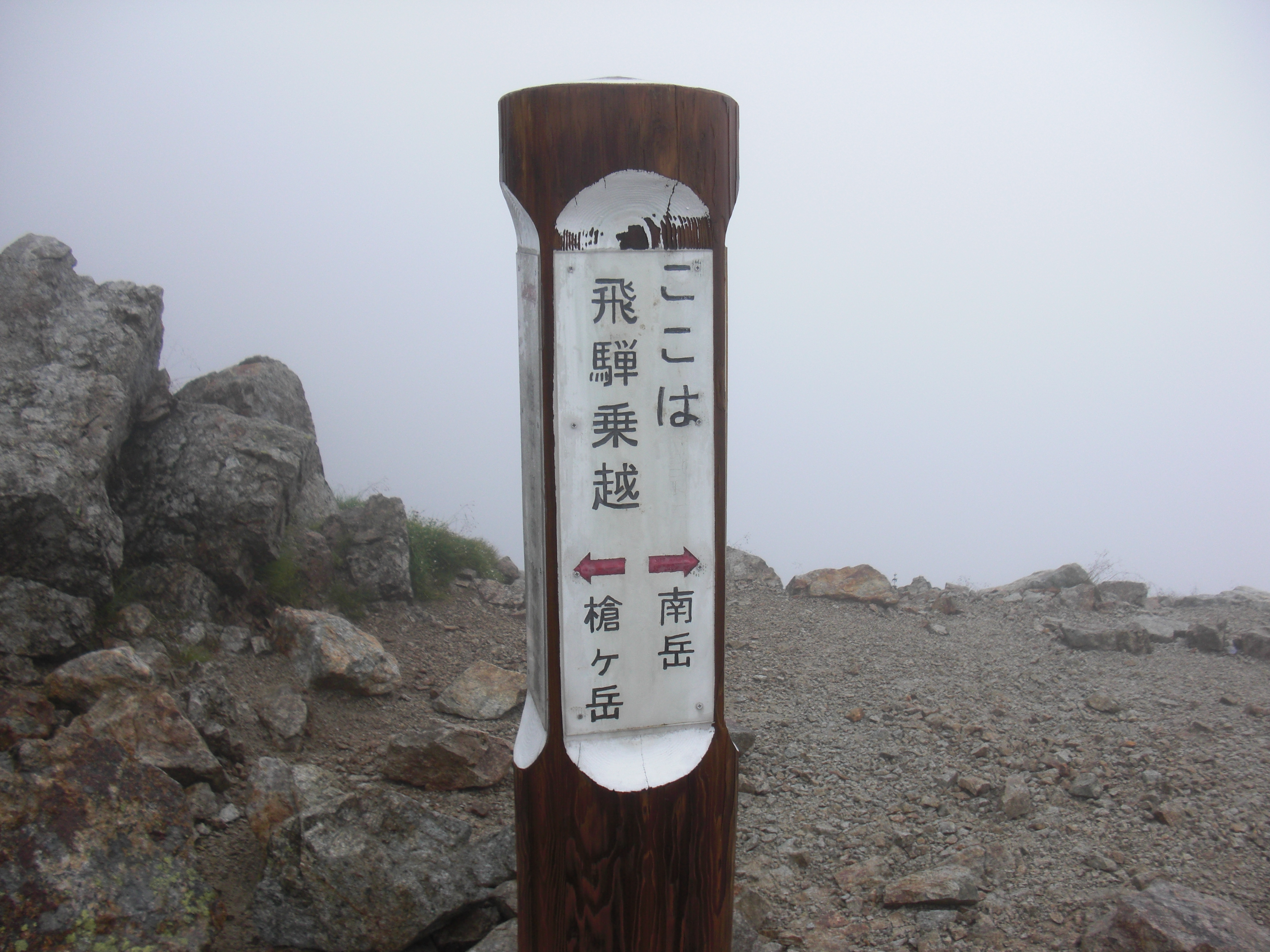
飛騨乗越道標

上高地の横尾山荘(1,620m )から槍沢を登り、槍ヶ岳山荘(3,086 m)を経て稜線を南側へ縦走して山頂に至る。また新穂高温泉から右俣林道に入り、白出小屋 (1,540 m)から槍平小屋(1,990 m)を経て右俣谷、飛騨沢を登り日本一高い峠である飛騨乗越(3,020 m)を目指して稜線から南下するコースもある。

### 周辺の山小屋
周辺には多くの山小屋がある。最寄りの山小屋は、山頂の北600 mにある槍ヶ岳山荘である。
| 名称         | 所在地                   | 標高 (m) | 大喰岳からの 方角と距離 (km) | 収容 人数 | キャンプ 指定地 |
| ------------ | ------------------------ | -------- | ---------------------------- | --------- | --------------- |
| ヒュッテ大槍 | 東鎌尾根・雷鳥平         | 2,870    | 東北東 0.9                   | 100       | なし            |
| 槍ヶ岳山荘   | 槍ヶ岳山頂直下南側の肩   | 3,060    | 北 0.6                       | 650       | 30張            |
| 殺生ヒュッテ | 山頂直下の槍沢上部       | 2,910    | 北東 0.5                     | 100       | 50張            |
| 槍平小屋     | 右俣谷の南岳新道取付     | 1,990    | 南西 2.0                     | 80        | 50張            |
| 南岳小屋     | 南岳南直下               | 2,970    | 南南東 2.1                   | 80        | 30-40張         |
| 槍沢ロッジ   | 槍沢の下部左岸・赤沢山南 | 1,820    | 東南東 3.9                   | 150       | 30-40張         |

## 地理

### 周辺の山
飛騨山脈の主稜線にある。広い山頂は2重稜線となっている。北側の槍ヶ岳との鞍部が、飛騨乗越と呼ばれている。東斜面に、圏谷（カール）地形がある。

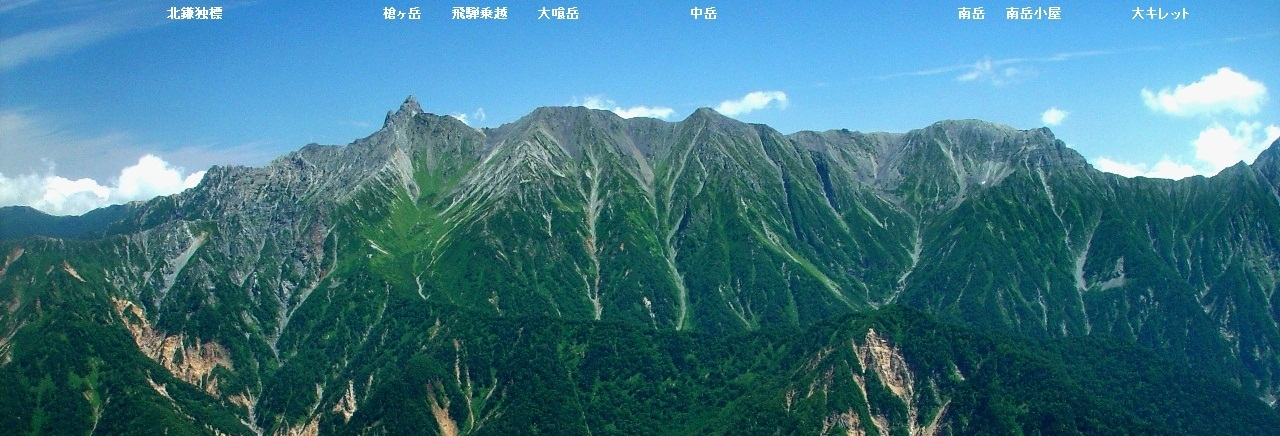
西側の抜戸岳から望む大喰岳周辺の山

| 山容 | 山名     | 標高 (m) | 三角点等級 基準点名 | 大喰岳からの 方角と距離(km) | 備考                        |
| ---- | -------- | -------- | ------------------- | --------------------------- | --------------------------- |
|      | 槍ヶ岳   | 3,180    |                     | 北 0.7                      | 槍ヶ岳山荘 日本百名山       |
|      | 大喰岳   | 3,101    |                     | 0                           | 日本で10位の高峰            |
|      | 中岳     | 3,084    |                     | 南 0.7                      |                             |
|      | 南岳     | 3,032.68 | 三等 「北穂高」     | 南南東 1.9                  | 南岳小屋 南岳新道           |
|      | 奥丸山   | 2,439.46 | 三等 「犬公望」     | 西南西 2.7                  |                             |
|      | 奥穂高岳 | 3,190    |                     | 南 5.2                      | 飛騨山脈の最高峰 日本百名山 |

### 源流の河川
以下の源流となる以下の河川は日本海へ流れる。飛騨乗越が槍沢（梓川）と飛騨沢（蒲田川）との分水嶺となっている。
- 槍沢（梓川の支流）
- 蒲田川（右俣谷）の大喰沢（高原川の支流）

## 大喰岳の風景
|              |                      |                  |              |                              |
| 中岳と大喰岳 | 槍ヶ岳・大喰岳・中岳 | 山頂からの槍ヶ岳 | 大喰岳の風景 | 山頂からの 槍ヶ岳と 日周運動 |

## 関連図書
- 『ヤマケイ アルペンガイド7 槍・穂高連峰』　山と渓谷社、ISBN 978-4-635-01351-2
- 『分県登山ガイド　岐阜県の山』　山と渓谷社、ISBN 4-635-02180-7、P104